# Guy Fawkes (film)
Guy Fawkes är en brittisk historisk dramafilm från 1923 i regi av Maurice Elvey. Stumfilmen är baserad på Guy Fawkes eller krutsammansvärjningen av William Harrison Ainsworth, som i sin tur grundar sig på krutkonspirationen år 1605.

## Rollista
- Matheson Lang - Guy Fawkes
- Nina Vanna - Viviana Radcliffe
- Hugh Buckler - Robert Catesby
- Shayle Gardner - Humphrey Chetham
- Lionel d'Aragon - Robert Cecil, 1:e earl av Salisbury
- Edward O'Neill - Fader
- Jerrold Robertshaw - Jakob I av England
- Robert English - Radcliffe
- Dallas Cairns - William Parker, 4:e baron Monteagle
- Pino Conti - Francis Tresham